# Ядерное оружие Израиля
Официально Израиль не подтверждает и не опровергает наличие у себя ядерного оружия, однако, по мнению некоторых экспертов, владеет им с конца 1960-х — начала 1970-х годов. Израиль не подписал Договор о нераспространении ядерного оружия.
Израиль обладает полноценной стратегической ядерной триадой, то есть, как США, Россия и КНР, имеет на вооружении средства доставки ядерного оружия во всех трёх природных средах. По ряду оценок, Израиль является шестой по количеству ядерных боеголовок ядерной державой мира. По оценке Федерации американских учёных (FAS), на март 2022 года Израиль располагал 90 боеголовками.
По данным СВР, Израиль мог потенциально произвести в период 1970—1980 годов до 20 ядерных боезарядов, а к 1993 году — от 100 до 200 боезарядов. По различным оценкам, в 2006 году в арсенале Израиля имелось около 200 ядерных зарядов. Так, по мнению бывшего президента США Джимми Картера, высказанному в мае 2008 года, их количество составляло «150 или более». Ядерными боеголовками, как предполагается, оснащены израильские ракеты «Иерихон». По мнению FAS, на вооружении ЦАХАЛ имеется около 60 ракет с моноблочным ядерным зарядом. Для доставки ядерных бомб и ракет с ядерными боеголовками могут также быть использованы самолёты F-15 и F-16.
В статье двух экспертов в области распространения ядерного оружия (Hans M. Kristensen и Robert S. Norris), опубликованной в британском профильном издании «Bulletin Of The Atomic Research» в начале сентября 2013 года, утверждается, что Израиль имеет в своём распоряжении около 80 ядерных боезарядов, располагая при этом расщепляющимися материалами, необходимыми для производства от 115 до 190 боеголовок. Эти данные примерно соответствуют оценкам экспертов РУМО США, которые называли число 80 боезарядов ещё в 1999 году. По мнению авторов статьи, с 1967 по 2004 год Израиль ежегодно производил по 2—3 ядерных боезаряда. К началу Войны Судного дня (1973) в распоряжении Израиля имелось 15 ядерных боеголовок, ко времени вторжения в Ливан (1982) — 35, к началу иракской войны — 56, к 2003 году — 78, а в 2004 году производство ядерных боезарядов было заморожено.

## История
Вопросами ядерной программы Израиля занимается созданная в 1952 году Израильская атомная энергетическая комиссия (ИАЭК). С начала 1960-х годов действуют ядерный исследовательский центр «Нахаль Сорек» и ядерный исследовательский центр в Димоне.
Согласно докладу Службы внешней разведки РФ за 1993 год, для наработки ядерных материалов оружейной чистоты в Израиле используются, в первую очередь, тяжеловодный реактор и установка для переработки облучённого топлива, находящиеся вне контроля МАГАТЭ. Их мощности достаточны для изготовления 5—10 ядерных боезарядов в год.
Реактор мощностью 26 МВт был введён в строй в 1963 году с помощью Франции и модернизирован в 1970-е годы. После увеличения его мощности до 75—150 МВт наработка плутония могла вырасти с 7—8 кг делящегося плутония в год до 20—40 кг. 
Установка для переработки облучённого топлива была создана примерно в 1960 году, также при содействии французской фирмы. На ней можно получать от 15 до 40 кг делящегося плутония в год.
Израильские спецслужбы обвиняются в тайных закупках и хищениях ядерных материалов в других странах — США, Великобритании, Франции, ФРГ. Так, в 1986 году в США было обнаружено исчезновение более 100 кг обогащённого урана на одном из заводов в штате Пенсильвания, которые, предположительно, были переправлены в Израиль. 
Израиль также признал факт незаконного вывоза из США в начале 1980-х годов крайтронов — важного элемента в создании современных видов ядерного оружия.
В 1986 году, за разглашение сведений об израильском ядерном оружии, был похищен в Италии и затем осуждён к 18 годам заключения бывший сотрудник исследовательского центра в Димоне Мордехай Вануну.
Так как наземное ядерное оружие Израиля после усовершенствования Ираном и другими странами региона своего ракетного оружия в 1990-х годах стало уязвимо для вражеской атаки, то стратегической альтернативой стало использование подводных лодок с ядерным оружием на борту. В середине 1990-х годов Израиль заказал в Германии три специально сконструированные подводные лодки, которые были доставлены в Израиль в 1999 и 2000 годах. Об оснащении их ракетами с ядерными боеголовками впервые стало известно в июне 2002 года из книги[какой?], опубликованной издательством Carnegie Endowment.

### Испытания
О проведении Израилем испытаний ядерного оружия достоверно ничего не известно. 
22 сентября 1979 года в Южной Атлантике, вблизи островов Принс-Эдуард, над пустынным океаном (47° ю. ш. 40° в. д.) американским спутником «Vela 6911» была зафиксирована серия световых всплесков, характерных для ядерного взрыва заряда мощностью 2—3 килотонны. Широко распространено мнение о том, что это было израильское ядерное испытание (возможно, проведённое совместно с ЮАР).

## Наземный компонент триады
Основным средством доставки наземного базирования, возможно, являются 16 ракет «Иерихон-3». Как сообщает израильская пресса, разработка этой модели была завершена в 2005 году. «Иерихон-3» является развитием ракеты «Иерихон-2».
Технические характеристики ракет «Иерихон-3»:
- Класс: Баллистическая ракета средней дальности
- Перемещение: Автоплатформа
- Количество ступеней: 3 твердотопливные
- Длина: 15,50 м
- Диаметр: 1,56 м
- Стартовая масса: 29 000 кг
- Масса головной части: 1300 кг
- Полезная нагрузка: 750 кг
- Дальность полёта: до 6500 км
- На боевом дежурстве: с 2008 года

Успешное проведение испытаний баллистической ракеты, запущенной с военного полигона, расположенного в центре Израиля, состоялось в мае 2015 года. Министерство обороны Израиля сообщило, что испытания были нацелены на тестирование работы ракетного двигателя. Речь идёт о ракете, способной не только нести ядерный заряд, но и выводить на орбиту спутники.

## Воздушный компонент триады
Две эскадрильи — 18 истребителей-бомбардировщиков F-15I Ra’am (Гром) — модификация F-15E Strike Eagle для ВВС Израиля с двумя крылатыми ракетами Gabriel могут представлять собой воздушный компонент израильской ядерной триады.
Лётные характеристики
- Максимальная скорость на большой высоте: 2650 км/ч (М > 2,5)
- Максимальная скорость на малой высоте: 1480 км/ч (М = 1,2)
- Скорость захода на посадку: 232 км/ч
- Практическая дальность: 1967 км (без ПТБ, со стандартным вооружением)
- Перегоночная дальность: 5750 км (с тремя ПТБ и конформными баками)
- Практический потолок: 20 000 м
- Скороподъёмность: 254 м/с
- Длина разбега: 274 м
- Длина пробега: 1067 м (без тормозного парашюта)
- Нагрузка на крыло: 358 кг/м²
- Тяговооружённость: 1,12 (для F100-220)
- Аэродинамическое качество самолёта: ~10
- Максимальная эксплуатационная перегрузка: +9,0/−3,0

Вооружение
- Шестиствольная 20-мм пушка Дженерал Электрик М-61А1 «Вулкан», 940 снарядов
- УР AIM-9L/AIM-9M Sidewinder: 4 ракеты
- Крылатая ракета Gabriel авиационный вариант (может нести ядерные боеголовки): 2 ракеты

Авионика
- РЛС: AN/APG-70

Системы доработаны на предприятиях израильского ВПК.

## Морской компонент триады
По мнению экспертов, дизель-электрические подводные лодки типа «Дольфин», стоящие на вооружении ВМС Израиля, могут нести крылатые ракеты, оснащённые ядерными боеголовками. Три таких субмарины были созданы в Германии для израильских ВМС в 1998—1999 гг. и позднее оснащены специальными контейнерами для запуска крылатых ракет, а в декабре 2004 года ВМС Израиля заключили контракт о покупке ещё двух таких подводных лодок. 
Указанные ракеты, по одной информации, являются модернизированным вариантом американской противокорабельной крылатой ракеты (ПКР) «Гарпун», а по другой — представляют собственную израильскую разработку.
Технические характеристики
- Силовая установка: дизель-электрическая, включающая 3 ДД MTU 16V 396 SE84 (4243 л. с.), 3 генератора (2,91 МВатт), 1 электродвигатель Siemens (3875 л. с.); 1 вал
- Автономность: 30 суток
- Предельная глубина погружения: 350 м (200 м рабочая глубина)
- Поисковая РЛС (поверхность) : «Эльта», I-band
- Интегрированная система управления огнём и датчиками: STN/Atlas Electronik ISUS 90-1 TCS
- Система электронной разведки : Timnex 4CH(V)2 фирмы «Эльбит»
- Сонар : Atlas Electronik CSU 90, встроенный в корпус, пассивный/активный, низкочастотный, поиска и атаки; Atlas Electronik PRS-3, пассивный, дальномер (ranging); бортовые антенны FAS-3, пассивный, поиск; система анализа собственных шумов
- Перископы : 2, фирмы Kollmorgen (поиска и атаки)
- Вооружение : 4х650-мм (25.6") и 6х533-мм (21") ТА (по данным официального сайта ВМС Израиля — 10х533-мм ТА). Стандартный боекомплект состоит из 16 торпед и 5 ракет.

Торпедные аппараты снабжены гидромеханическими катапультными устройствами для принудительного выброса ПКР «Саб-Гарпун» и мин.
При дальности автономного плавания 8000 миль, подводные лодки оснащены крылатыми ракетами «Габриэль-3», радиус полёта которых равен 950 милям. По данным «Military Technology», эти ракеты могут снаряжаться и ядерными боеголовками.